# Caroline County (Maryland)
Das Caroline County ist ein County im US-Bundesstaat Maryland. Der Verwaltungssitz (County Seat) ist Denton. Bei der Volkszählung im Jahr 2020 hatte das County 33.293 Einwohner und eine Bevölkerungsdichte von 40 Einwohnern pro Quadratkilometer. Damit gehört das County zu den bevölkerungsniedrigsten in Maryland.

## Geographie
Das County liegt im Inneren der Delmarva-Halbinsel an der Grenze zu Delaware und hat eine Fläche von 844 Quadratkilometern; davon sind 15 Quadratkilometer (1,82 Prozent) Wasserflächen. Das Caroline County grenzt an folgende Countys:
| Queen Anne’s County |                   | Kent County (Delaware)   |
| Talbot County       |                   |                          |
|                     | Dorchester County | Sussex County (Delaware) |

## Geschichte
Das Caroline County wurde 1773 aus Teilen von Dorchester und Quenn Anne’s County gebildet. Benannt wurde es nach Caroline Eden, der Frau des letzten englischen Kolonialgouverneurs.
21 Bauwerke und Stätten des Countys sind im National Register of Historic Places eingetragen (Stand 12. November 2017).

## Demografische Daten

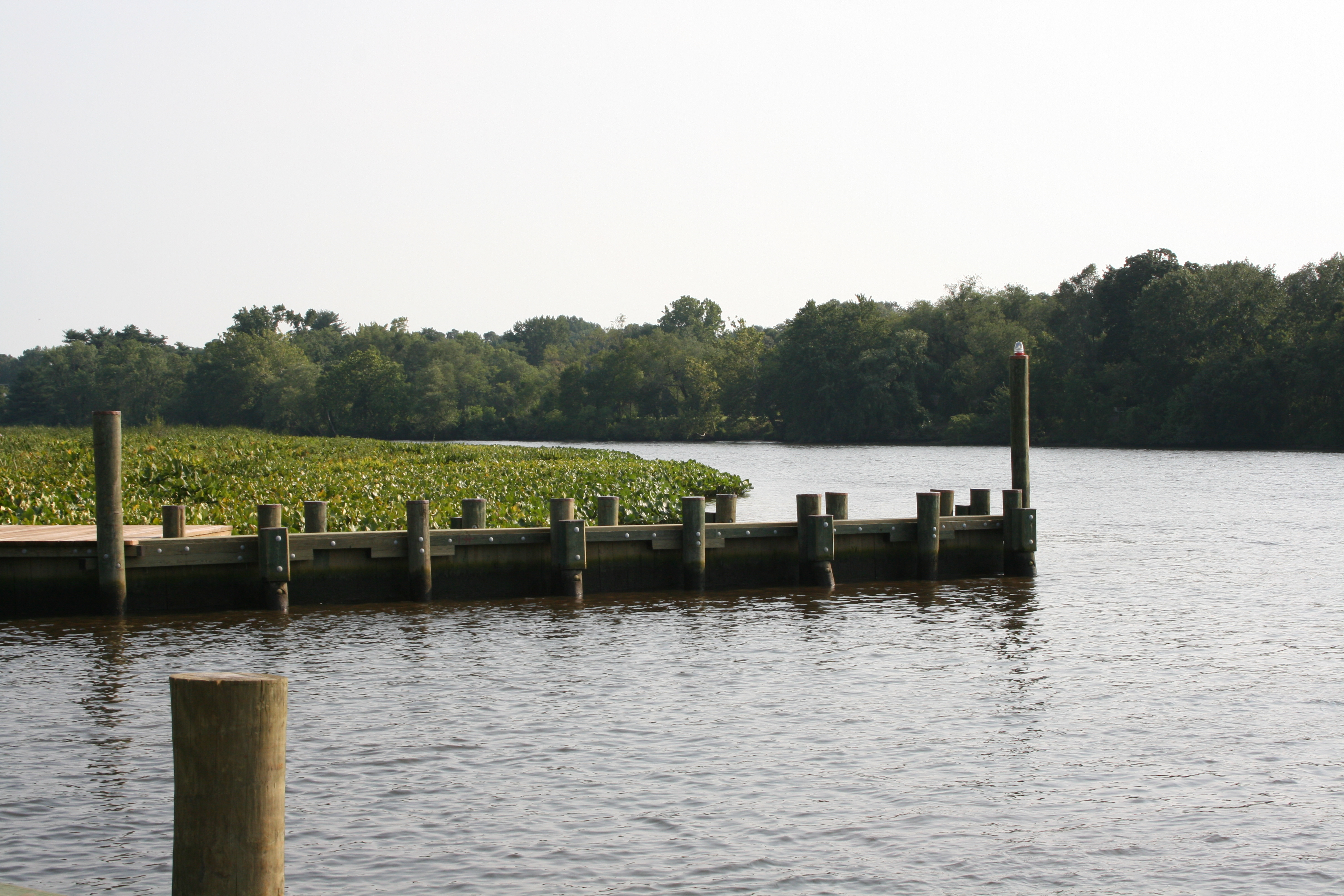
Der Choptank River bei Denton

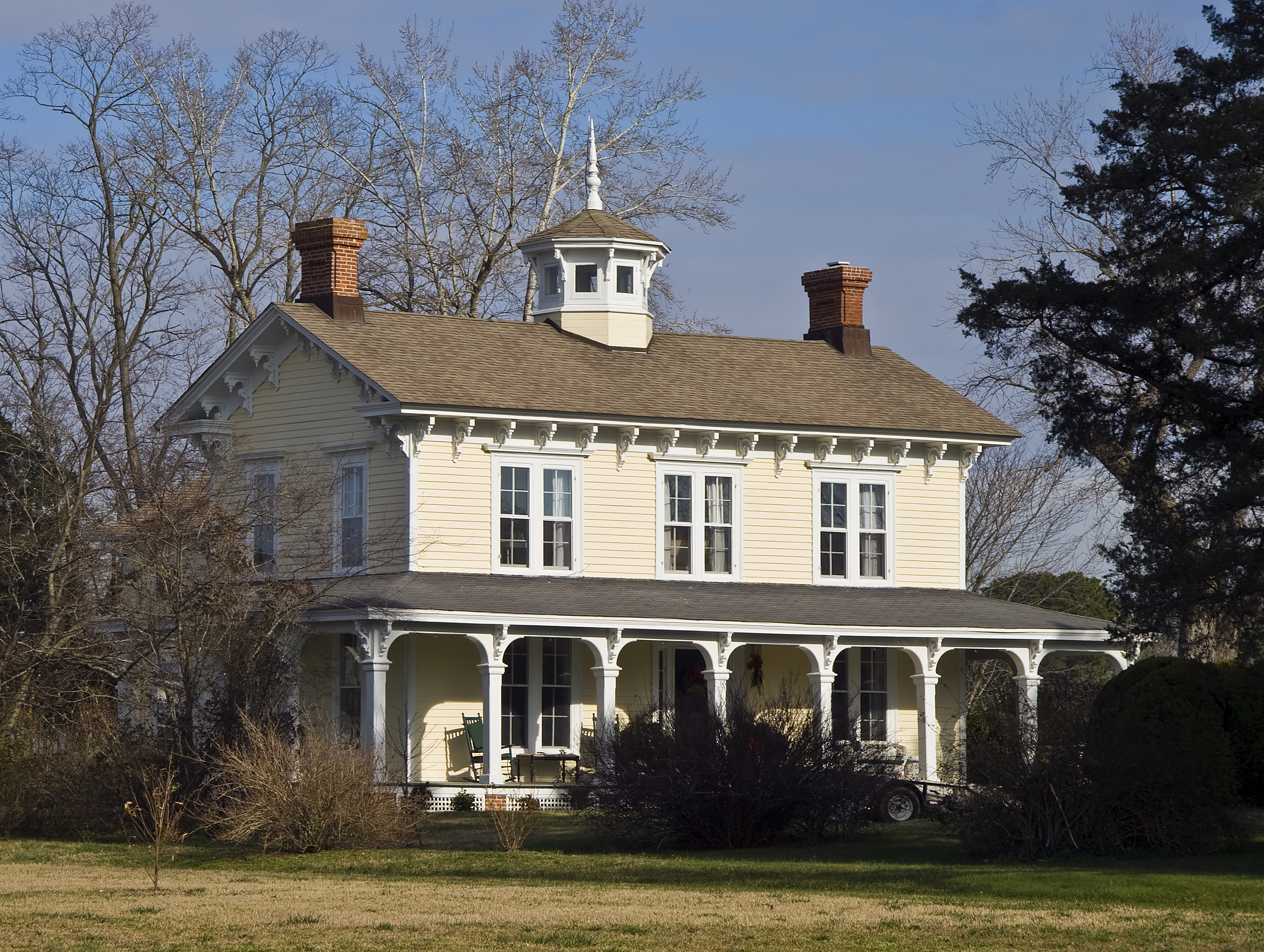
Memory Lane bei Denton, gelistet im NRHP

Nach der Volkszählung im Jahr 2000 lebten im Caroline County 29.772 Menschen in 11.097 Haushalten und 8.156 Familien. Die Bevölkerungsdichte betrug 93 Personen pro Quadratkilometer. Ethnisch betrachtet setzte sich die Bevölkerung zusammen aus 81,7 Prozent Weißen, 14,8 Prozent Afroamerikanern, 0,4 Prozent amerikanischen Ureinwohnern, 0,5 Prozent Asiaten und 1,3 Prozent aus anderen ethnischen Gruppen; 1,3 Prozent stammten von zwei oder mehr Ethnien ab. Unabhängig von der ethnischen Zugehörigkeit waren 2,7 Prozent der Bevölkerung spanischer oder lateinamerikanischer Abstammung.
Von den 11.097 Haushalten hatten 34,8 Prozent Kinder unter 18 Jahren, die mit ihnen lebten. 54,3 Prozent waren verheiratete, zusammenlebende Paare, 13,6 Prozent waren allein erziehende Mütter und 26,5 Prozent waren keine Familien. 21,5 Prozent aller Haushalte waren Singlehaushalte und in 9,4 Prozent lebten Menschen im Alter von 65 Jahren oder darüber. Die durchschnittliche Haushaltsgröße lag bei 2,64 und die durchschnittliche Familiengröße bei 3,03 Personen.
26,8 Prozent der Bevölkerung war unter 18 Jahre alt, 7,7 Prozent zwischen 18 und 24, 28,9 Prozent zwischen 25 und 44, 23,1 Prozent zwischen 45 und 64 Jahre alt und 13,5 Prozent waren 65 Jahre oder älter. Das Durchschnittsalter betrug 37 Jahre. Auf 100 weibliche kamen statistisch 95,9 männliche Personen und auf 100 Frauen im Alter von 18 Jahren oder darüber kamen 91,7 Männer.
Das durchschnittliche Einkommen eines Haushaltes betrug 38.832 USD, das einer Familie 44.825 USD. Männer hatten ein durchschnittliches Einkommen von 31.119 USD, Frauen 21.915 USD. Das Prokopfeinkommen lag bei 17.275 USD. Etwa 9,0 Prozent der Familien und 11,7 Prozent der Bevölkerung lebten unterhalb der Armutsgrenze.

## Orte im County
- Agner
- American Corner
- Andersontown
- Anthony
- Baltimore Corner
- Bethlehem
- Boonsboro
- Bridgetown
- Bureau
- Burrsville
- Choptank
- Cleaves Fork
- Concord
- Denton
- Downes
- Federalsburg
- Four Corners
- Goldsboro
- Greensboro
- Griffin
- Grove
- Harmony
- Henderson
- Hickman
- Hillsboro
- Hobbs
- Hollingsworth Circle
- Hynson
- Jonestown
- Jumptown
- Kane Crossroads
- Linchester
- Marydel
- Melville Crossroads
- Mount Zion
- Newton
- Nichols
- Oakland
- Preston
- Reliance
- Ridgely
- Sewell Mills
- Smithville
- Tanyard
- Templeville1
- Thomas Town
- Union Corner
- West Denton
- Whiteleysburg
- Williston

1 – teilweise im Queen Anne’s County